# Francisco de Garay
Francisco de Garay (Sopuerta, Vizcaya, Corona castellana, 1475 - Ciudad de México, Virreinato colombino, 27 de diciembre de 1523) fue un militar que navegó a La Española como colono con Cristóbal Colón en su segundo viaje en el año 1493 y que fue nombrado teniente de gobernador de Jamaica desde 1513 y adelantado de Pánuco desde 1521, conservando ambos cargos hasta su fallecimiento.
Dirigió la exploración del norte del golfo de México, constatando que Florida no era una isla sino que estaba conectada al continente descubierto hasta entonces por los españoles. Obtuvo permiso de la Corona para colonizar los alrededores del río Pánuco, pero sus expediciones fracasaron. Estaba emparentado con la esposa de Diego Colón, llamada María de Toledo, quien a su vez lo estaba con el rey Fernando el Católico.

## Biografía hasta su traslado de La Española

### Origen familiar y primeros años
Según Goio Bañales, quien halló el testamento del hijo de Garay, se  pudo determinar el lugar de su nacimiento, desconocido con certeza hasta entonces: Francisco de Garay nació en la torre Garay de Sopuerta, en la comarca de Las Encartaciones situada en el territorio histórico de Vizcaya.

### Estancia en Santo Domingo
Se dice que en 1502 un fenomenal descubrimiento de oro cerca de Santo Domingo lanzó a Garay por el camino de la riqueza y el poder. Durante su estancia residió en la casa del Cordón, sin embargo, a los pocos años estaba fuertemente endeudado con banqueros genoveses. Esta fue quizá la motivación detrás de sus intentos por descubrir nuevas tierras.
En 1511, Garay buscó conquistar la isla Guadalupe y falló. Subsecuentemente sirvió como alguacil mayor de la Española y alcalde del fuerte Yáquimo. 

## Teniente de gobernador de Jamaica
En 1513, viajó a España en busca de una concesión real y fue escogido por el rey Fernando como teniente de gobernador de Jamaica y administrador de las propiedades reales allá. Mientras su nombramiento estaba pendiente, compró dos carabelas "para el servicio de Jamaica" y las preparó de una manera que sugería que intentaba un viaje de descubrimiento.
Si tal era su plan, este fue tenido en suspenso mientras Francisco Hernández de Córdoba y Juan de Grijalva exploraban el sur del golfo de México habiendo salido de Cuba en 1517 y 1518. 

### Expediciones al continente

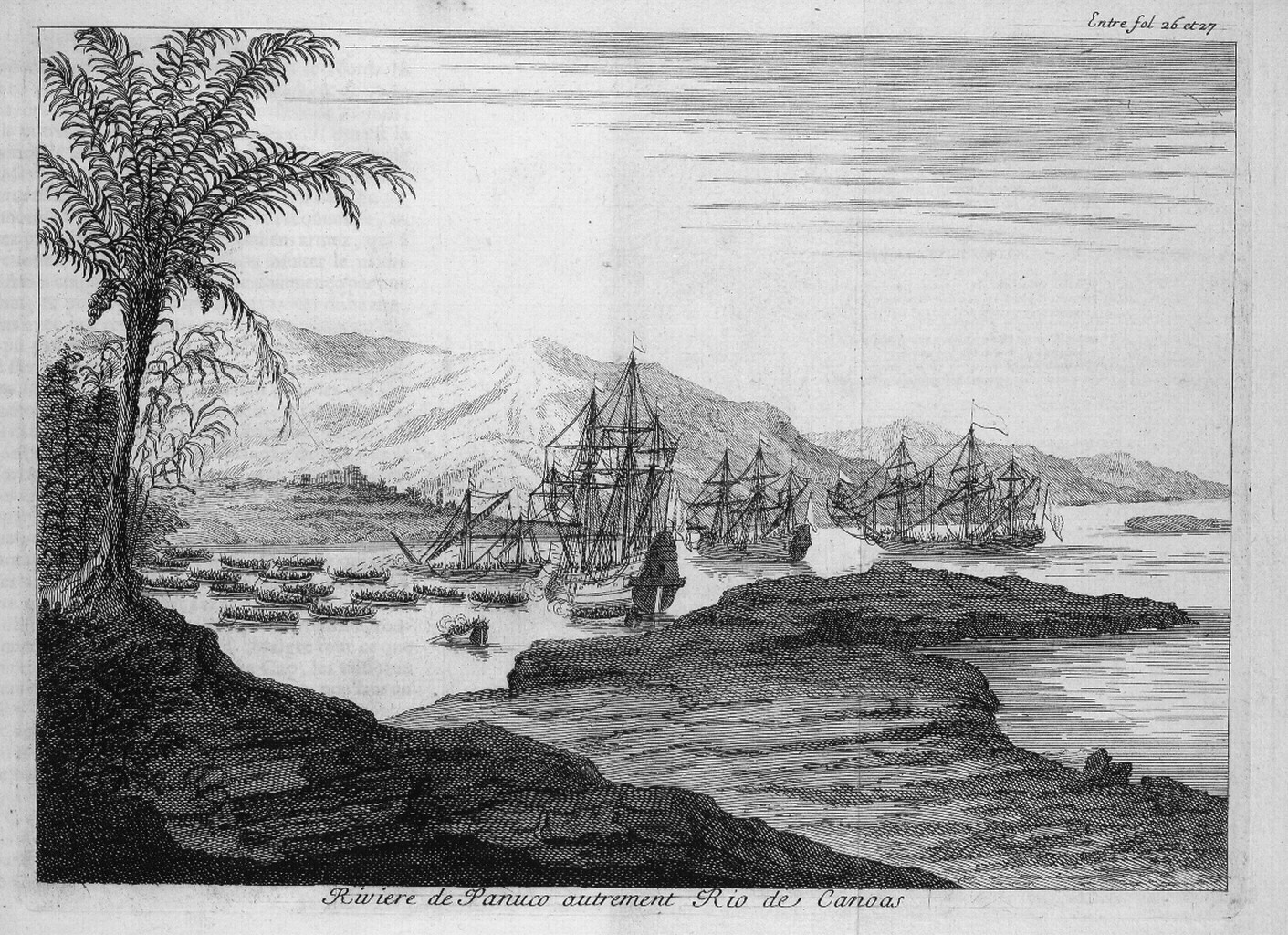
Las expediciones de Garay fueron atacadas por los nativos huastecos.

El 1519, mientras Hernán Cortés navegaba hacia México, Francisco de Garay preparó cuatro barcos con 270 hombres para explorar las costas del norte del golfo y las colocó bajo el comando de su adjunto naval Alonso Álvarez de Pineda.
Pineda fue comisionado, no solamente a explorar y dibujar un mapa de la costa del golfo de México, sino también a tratar de encontrar el paso noroeste al océano Pacífico. Garay también instruyó a Pineda para interceptar la expedición de Hernando Cortés en Veracruz. El plan era que Pineda tomara de Cortés esa porción de la conquista en México para Garay.
Álvarez de Pineda exploró de la península de la Florida hasta el establecimiento de Cortés de Villa Rica de la Vera Cruz. Fue el primer europeo en dibujar la costa de Florida hasta Veracruz. Llamó a esta área, Amichel.
En Veracruz, la expedición se encontró con hombres bajo el mando del conquistador Hernán Cortés, quien estaba preparando el asalto al imperio Azteca de Moctezuma II. Cortés capturó a los hombres de Pineda tan pronto desembarcaron e intento atrapar a aquel también, pero el determinado explorador escapó.
Pineda no tuvo otra opción que navegar de regreso al norte repitiendo su ruta a lo largo del golfo de México por un período de cuarenta días, para luego navegar de vuelta a Jamaica. Después de dar parte a Garay, retornó inmediatamente al río Pánuco para establecer una colonia. Ahí murió en 1520 en un levantamiento Huasteca.

## Adelantado de Pánuco
En 1520 Francisco Garay envió otra expedición bajo el mando de Diego de Camargo para establecer colonias en la boca del río de las Palmas. Esta expedición consistía de tres barcos, 150 soldados de a pie, siete jinetes, cañón de latón, materiales de construcción, y varios albañiles.
La expedición debía construir un fuerte en la boca del río de las Palmas. Desde este fuerte, misioneros saldrían a convertir las tribus nativas, un honor que Garay sentía que los indios deseaban y que no les debía ser negado. Adicionalmente, otra razón para la colonia era contrarrestar la creciente influencia de Cortés en México. Pero los indios opusieron resistencia y expulsaron a los españoles de la región.
Después de soportar grandes sufrimientos y perder dos barcos, los hombres de Camargo finalmente alcanzaron Veracruz. El último de sus barcos se hundió mientras estaba anclado en puerto, y los hombres se unieron a los de Cortés. Camargo, desilusionado con su falta de éxito, pronto murió de frío y los enfermizos efectos de la expedición. 
Garay, basándose en el reconocimiento realizado por Álvarez de Pineda, buscó aprobación real para colonizar Amichel. En el año 1521 recibió el título de adelantado de Pánuco y finalmente, el 14 de junio de 1523, armado con una patente de la Corona española, once barcos y 750 hombres, navegó desde Jamaica para renovar la fallida colonia en el territorio.

### Expedición personal al río Pánuco
En el verano de 1523, tres años después que Camargo fuera expulsado, el propio Francisco Garay arribó a la boca del río. Garay, quien creía que las expediciones previas enviadas al área estaban intactas y prosperando, esperaba expandir el fuerte de Camargo a una colonia. Desde este establecimiento en el río Pánuco, que él planeaba nombrar en su honor, Garay reclamaría un gran área al sur.
Aunque Francisco de Garay nunca puso pie en Texas, su nombre ha sido frecuentemente relacionado con la historia del estado por error. Profundamente enraizado en la historiografía del estado esta la idea equivocada que él desembarcó en la boca del río Grande (llamado río de las Palmas) en 1523 y que exploró el río brevemente antes de proceder hacia el río Pánuco.
En realidad, después que vientos contrarios empujasen sus embarcaciones a más de 160 kilómetros al norte de su objetivo original, Garay desembarcó en la desembocadura del río Soto la Marina, unos 240 kilómetros al sur del río Grande. Fue a este río al cual Garay le dio el nombre por el cual sería conocido en tiempos coloniales, río de las Palmas.
Anclando fuera de la actual Boca Chica, Garay envió una pequeña expedición río arriba para seleccionar una ubicación adecuada para su nueva capital y para hacer contacto con Camargo. Sin embargo, cuando llegaron descubrieron que sus predecesores se habían ido. Retornando después de cuatro días, el grupo explorador tenía el más triste informe de la conveniencia del área para ubicar una nueva ciudad, y todos los planes para una colonia en el río de las Palmas fueron abandonados.

### Entrevista con Hernán Cortés y fallecimiento
Rechazando el consejo de sus oficiales de establecerse ahí mismo, como Camargo antes que él, Garay decidió dirigirse hacia el Sur con el objeto de llegar a la Villa Rica de la  Vera Cruz, pero lo haría por tierra, logrando ubicarse a orillas  del río Pánuco, solo para encontrar que hombres de Hernán Cortés ya habían establecido control y fundado una ciudad llamada Santiesteban del Puerto (actualmente Pánuco), allí estos últimos compartirían información sobre lo que ocurría y aseverando a la gente de Garay que había grandes riquezas en un gran reino ubicado a muchas leguas tierra dentro, ello convenció a los recién llegados para unírseles. 
Garay, enfrentado con la deserción de sus hombres e incapaz de contrarrestar la influencia de la facción de Hernán Cortés, viajó entonces a la Ciudad de México para tener un encuentro con el conquistador. Garay sería tratado con hospitalidad, lo que le animaría a tratar de negociar con Cortés derechos de colonización en el Río de las Palmas. Un acuerdo fue logrado y los dos "principales" asistieron juntos a la misa de Navidad. Poco después, Garay enfermó de neumonía y murió en la misma Ciudad de México el 27 de diciembre de 1523.

## Matrimonio y descendencia
Alrededor de 1510 en Santo Domingo contrajo matrimonio con la prima hermana del gobernador Diego Colón, Ana Moniz de Perestrello, hija de Bartolomeu Perestrello, 2º Capitão Donatário de Porto Santo y Guiomar Teixeira.
Después de establecerse en Perú, Francisco y Ana tuvieron 4 hijos: 
1. Antonio de Garay, conquistador del Perú y encomendero en Huánuco, casado con Aldonza de Salcedo. Con sucesión.
2. Bartolomé de Garay, falleció joven.
3. Amador de Garay, residente en Lima.
4. Luisa de Garay y Moniz de Perestrello, casada con conquistador Diego de Agüero. Con sucesión.